# Festival de Ópera de Óbidos

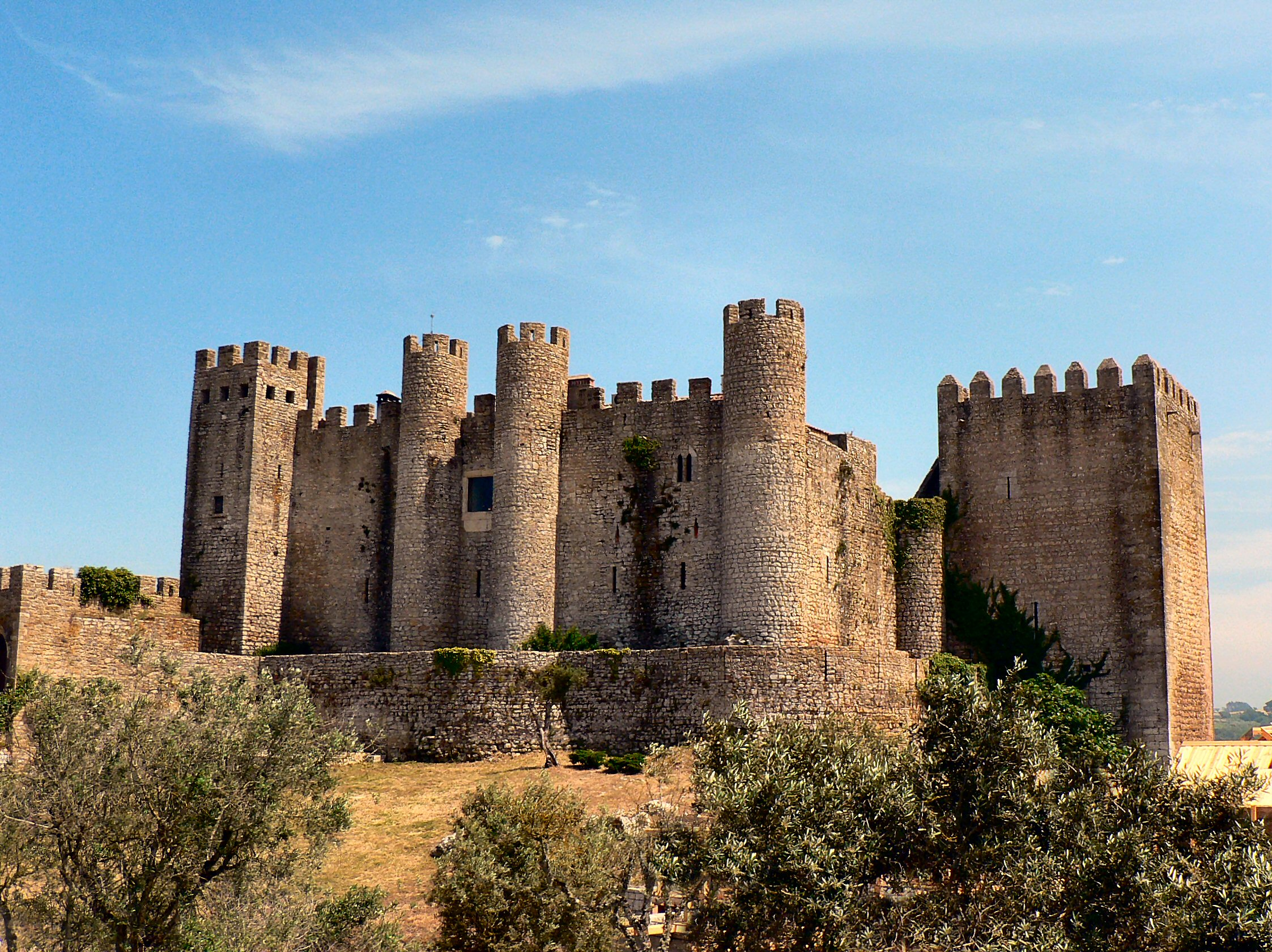
O castelo de Óbidos

O Festival de Ópera de Óbidos é um festival que se realiza anualmente na vila histórica de Óbidos (Portugal), no oeste de Portugal, desde 2004 com organização da Câmara Municipal de Óbidos. Na sua primeira edição representou-se Carmen, de Bizet
O festival realiza-se no Verão, com apresentação dos espectáculos ao ar livre, na Cerca do Castelo. Inclui também a realização de vários concertos e eventos musicais em edifícios históricos e nas ruas e praças de Óbidos. Na edição de 2008 foram apresentadas a zarzuela La Gran Via, e as óperas Madame Butterfly (ópera), de Puccini, I Pagliacci, de Leoncavallo, Cavalleria Rusticana, de Mascagni e Tosca, de Puccini.
A responsabilidade Artística e Direcção do Festival esteve a cargo de Pedro Chaves Lopes que o concebeu e dirigiu findando a sua colaboração em 2008 após o Festival. Carlos Avilez foi responsável pela encenação na edição de 2006. A Gala Final de encerramento da edição de 2010 contou com a presença da grande soprano portuguesa Elizabete Matos.
A edição de 2006 do festival foi financiado pelo Programa Operacional da Cultura no âmbito do projecto «Óbidos Património Vivo». Desde 2009 até ao desaparecimento do Festival a responsabilidade exclusiva foi da Câmara Municipal de Óbidos.